# Bematistes pseudeuryta
Bematistes pseudeuryta är en fjärilsart som beskrevs av Frederick DuCane Godman och Osbert Salvin 1890. Bematistes pseudeuryta ingår i släktet Bematistes och familjen praktfjärilar. Inga underarter finns listade i Catalogue of Life.